# Heavy Water Experiments (band)
Heavy Water Experiments is een muziekgroep uit de Verenigde Staten, die gegroepeerd is rond multi-instrumentalist David Melbye. De uit Los Angeles afkomstige band is een voortzetting van Imogene, dat in 2005 onder die naam een muziekalbum uitbracht. Opvallend aan het geluid van de bands zijn de geluiden van een zoemende basgitaar die meer op de voorgrond komen, dan normaliter het geval. De band heeft inmiddels ook in Nederland opgetreden. 

## Discografie
- 2005 Imogene
- 2008 Heavy Water Experiments